# دهنو الله وردي (علي أباد كرمان)
دهنو الله وردي (بالفارسية: دهنو الله‌وردی) هي قرية تقع في إيران في Aliabad Rural District. يقدر عدد سكانها بـ 671 نسمة .